# Lijst van uitgestorven dieren in Réunion
Dit is de lijst van uitgestorven dieren in Réunion. Réunion is een van de 26 afdelingen van Frankrijk, met vrijwel dezelfde status als de afdelingen van het Franse vasteland. Zeker 19 dieren zijn uitgestorven op het eiland van Réunion.

## Zoogdieren
- Kleine Mauritiusvleerhond, Pteropus subniger (1862)

## Vogels
- Mascarenenkoet, Fulica newtoni (1672)
- Mascarenenpapegaai, Mascarinus mascarinus (1834)
- Mauritiuseend, Anas theodori (1696)
- Réunion ibis, Threskiornis solitarius (1705)
- Réunion koet, Porphyrio coerulescens (1730)
- Réunion valk, Falco buboisi
- Réunion kwak, Nycticorax duboisi
- Réunion parkiet, Psittacula eques eques (1770)
- Réunion duif, Columba duboisi (vroege 18e eeuw)
- Réunion eend, Mascarenachen kervazoi (1710)
- Hopspreeuw, Fregilupus varius (c.1855)
- Réunion uil, Mascarenotus grucheti (vroege 17e eeuw)

## Reptielen
- Réunion reuzenschildpad, Cylindraspis indica (1840)[1]

## Weekdieren
- Dupontia proletaria
- Harmogenanina linophora
- Harmogenanina subdetecta
- Unio cariei